# Đỗ Xuân Ty
Đỗ Xuân Ty – wietnamski zapaśnik walczący w stylu wolnym.
Mistrz Azji Południowo-Wschodniej w 1999 roku.